# Municipio de Engure
El municipio de Engures (en Letón: Engures novads) es uno de los ciento diez municipios de Letonia, se encuentra localizado en el suroeste de dicho país báltico. Fue creado durante el año 2009 después de una reorganización territorial. La capital es la villa de Smārde.

## Ciudades y zonas rurales
- Engures pagasts (zona rural)
- Lapmežciema pagasts (zona rural)
- Smārdes pagasts (zona rural)

## Población y territorio
Su población se encuentra compuesta por un total de 8.058 personas (2009). La superficie de este municipio abarca una extensión de territorio de unos 397,9 kilómetros cuadrados. La densidad poblacional es de 20,25 habitantes por cada kilómetro cuadrado.